# アスナル金山

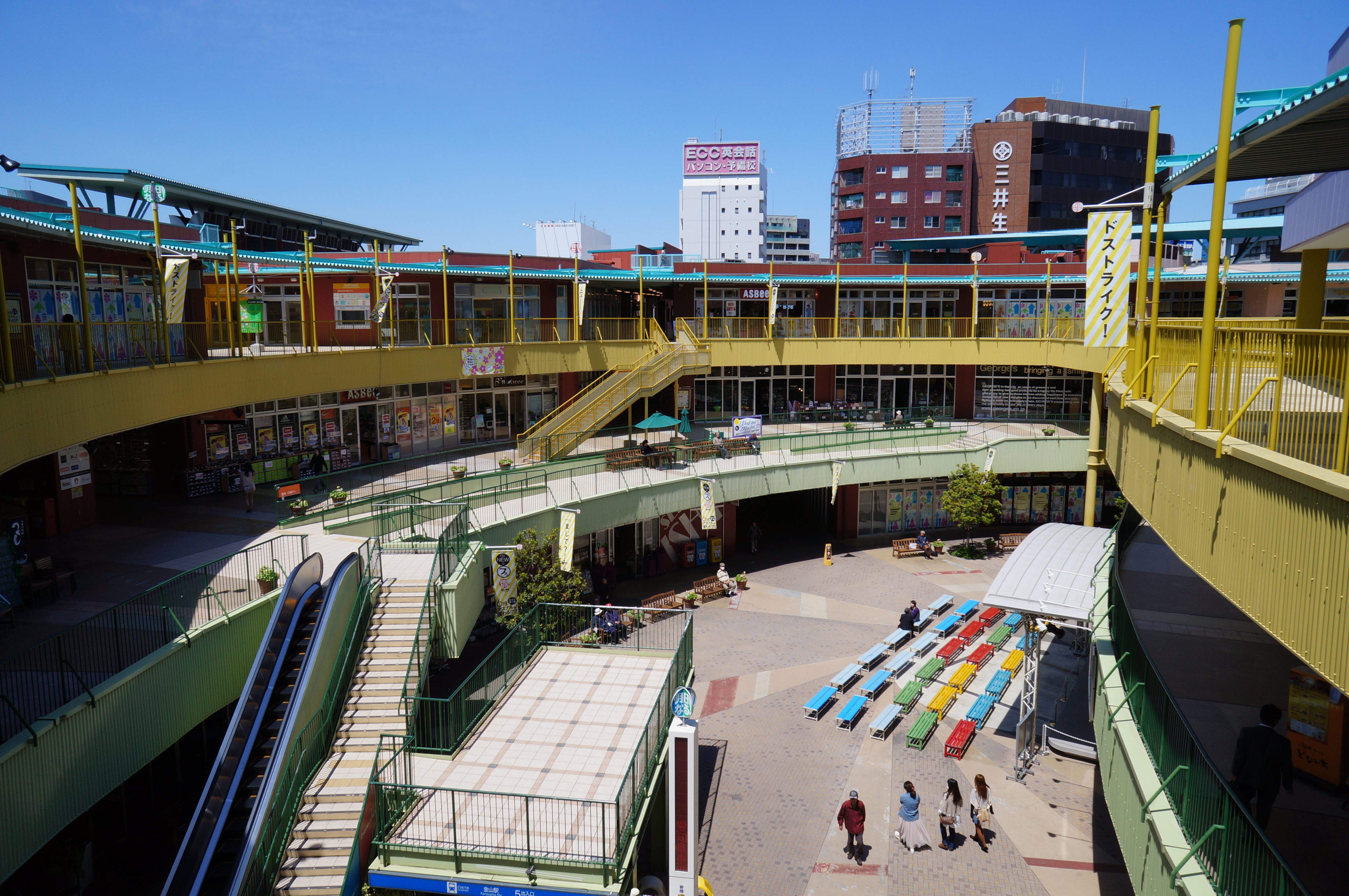
広場を囲むように配置された店舗

アスナル金山（アスナルかなやま）は、愛知県名古屋市中区金山1丁目17番1号の金山総合駅北口にある複合商業施設。

## 概要
戦災復興計画の用地として名古屋市が戦後すぐから確保してきた用地の一部を用いて、金山北地区開発の一環として、名古屋都市整備公社（現・公益財団法人名古屋まちづくり公社）が名古屋市から15年限定（2020年（令和2年）3月までの期限）で土地を借受け、一部の公道を撤去して建設され、2005年（平成17年）3月10日に開業した。その後、名古屋市は再開発構想の遅れから賃貸借契約を延長し、2028年（令和10年）までアスナル金山を存続させることを発表した。
2025年（令和7年）2月、名古屋市はアスナル金山を2028年2月までに閉鎖し、跡地は2032年度以降、日本特殊陶業市民会館の建替えと一体的に整備すると発表した。新複合施設内には新会館の第3ホールを設けるほか、宿泊機能や公共施設の入居も検討されている。
名称の由来は「明日に向かって元気になる!」であり、「明日なる!金山」や「ASUNAL金山」などとも呼ばれている。

## 施設概要
敷地面積14,200m2の施設で、商業施設と広場からなる「交流の場」と、バスやタクシー乗降場、駐車場からなる「交通ターミナル施設」に分かれている。
「交流の場」は地上4階建て、延床面積17,500m2で、約60の店舗やワゴンショップで構成され、1階中央のステージでは各種イベントも開かれている（後述）。
また、アスナル金山の北側壁面には「エコカーテン」と呼ばれる壁面風車が設置されており、これが発電し蓄電された電気を夜間のライトアップなどに使用している。

## 主な店舗
- ファイテンショップ
- マツモトキヨシ
- 成城石井
- パステル
- ASBee
- 金山ソウル
- 柿安 三尺三寸箸
- サーティンワンアイスクリーム
- オルビス
- ゴールドジム

など

## ASUNAL HALL
ASUNAL HALL（アスナルホール）は、アスナル金山1階にあった多目的ホール。面積300m2、座席数は299席。
有料イベントに使用されたが、2012年（平成24年）3月31日を以って閉館した。

## イベント
週末や祝日を中心に1階中央のステージでは、FM AICHIやTOKAI RADIOの公開生放送をはじめ、お笑いショーやアマチュアアーティストによるライブなどが開かれている。CD発売に合わせたイベントなど中川翔子が中京地区に訪れる際の「降臨地」としても知られ、イベントが行われると彼女のブログで会場や飲食店舗の様子がよく紹介される。2018年（平成30年）11月29日に1シングル「blue moon」のリリースイベントで約6年ぶりに訪れた。また、氷川きよしもリリースイベントでよく訪れる。
ここでの活動がデビューへの道になることがある。元SKE48佐藤実絵子が無名だった頃、「風香今宵」名義でこのステージで活動していた（当時本名非公開）。
現在、最多動員を記録しているのは2008年（平成20年）6月25日の「羞恥心」のシングル『泣かないで』発売キャンペーンイベントで、6,000人の動員を記録した。

## 交通アクセス
- JR東海道本線、中央本線・名鉄名古屋本線・名古屋市営地下鉄名城線、名港線「金山駅」下車、金山総合駅北口すぐ。
- 名古屋市営バス「金山」下車すぐ。